# Luigi Pirastu
Luigi Pirastu (Tortolì, 12 giugno 1913 – Monaco di Baviera, 28 luglio 1984) è stato un politico italiano.
Figlio di Virgilio Pirastu, medico ma anche politico e sindaco di Tortolì, e Maria Contu. Si laureò in Storia e Filosofia. Fratello di Ignazio Pirastu. Sposato con Luciana Chiari Pirastu, scrittrice che gli ha dedicato un libro.
Insegnò a Nuoro al liceo ginnasio "G. Asproni" e a Cagliari al "Dettori". Dal 1944 al 1946 fu vicedirettore de L'Unione Sarda. Fu assessore alla pubblica istruzione a Cagliari nel 1946.
Poi a Parma divenne redattore del periodico L'eco del lavoro. Per quattro legislature consigliere regionale, ricoprì la carica di assessore e successivamente di vicepresidente.
Eletto senatore il 4 maggio 1963, venne confermato nel 1968. Fu proclamato anche segretario alla Presidenza del Senato.